# Bundang-gu
Bundang-gu là quận (khu) lớn nhất và đông dân nhất của Seongnam, một thành phố lớn ở Vùng thủ đô Seoul, Hàn Quốc. Bundang-gu là một trong những khu vực giàu có và phát triển nhất Hàn Quốc, là thành phố nhân tạo hoàn toàn đầu tiên và cũng là lớn nhất của quốc gia này, được xây dựng vào đầu những năm 1990. Nhiều căn hộ sang trọng cao tầng đã chuyển đi vào đầu những năm 2000, với một thành phố thứ hai nữa được quy hoạch và xây dựng vào cuối những năm 2000 có tên là Pangyo (판교) ở cùng khu. Giá thành căn hộ ở nơi này cao thứ nhì tỉnh đạo Gyeonggi, chỉ sau Gwacheon và cao thứ 7 toàn quốc, đắt đỏ hơn nhiều so với khu trung tâm Seoul như khu Mapo hay khu Jongno. Những căn hộ xung quanh ga Pangyo và loạt chung cư cao cấp sang trọng quanh ga Jeongja và ga Sunae có giá cạnh tranh ở những khu vực đắt đỏ nhất cả nước. Không giống một số thành phố cũ kĩ như Seoul, ở Bundang không có cột điện thoại mặt đất, khiến cảnh quan thành phố trông sạch sẽ, với những con đường đi lại được thiết kế rất đẹp mắt.
Bundang là trụ sở của các công ty CNTT hàng đầu của Hàn Quốc như Naver và KT. Thung lũng Techno Pangyo là nơi đặt trụ sở của hàng loạt công ty game, giải trí, công nghệ hàng đầu cả nước như KakaoTalk, Samsung Techwin, AhnLab, Nexon, NCSOFT, Webzen và Hancom. Do vị trí chiến lược nằm gần trung tâm thương mại giàu có của Seoul là khu Gangnam, nhiều người dân cũng có thể đi đến ga Gangnam qua Tuyến Shinbundang, chỉ mất 15 phút từ ga Jeongja. Tàu điện ngầm tuyến Bundang kết nối rất nhiều khu thương mại nổi tiếng của thành phố với phía đông nam của Seoul là Yongin và Suwon. Thành phố có mạng lưới xe buýt phát triển đến tận các khu trung tâm của Seoul trong 30 ~ 40 phút nhờ nằm ở giao lộ Đường cao tốc Gyeongbu với Đường cao tốc Vành đai Seoul.
Bundang cũng là nơi sinh sống của nhiều người Hàn Quốc sống ở hải ngoại và những con đường ngập tràn quán cà phê theo phong cách châu Âu, phục vụ bữa sáng muộn và mì ống ở Đại lộ Pangyo Pháp, động Baekhyeon và động Jeongja đã phản ánh văn hóa của họ. Thành phố cũng có tỉ lệ công viên và không gian xanh rất cao, đáng chú ý nhất là Công viên Trung tâm Bundang và Công viên Yuldong, được xây dựng xung quanh hồ Bundang. Ngoài ra, còn có một khóa học chạy bộ với 'suối Tan-cheon'. Bệnh viện Đại học Quốc gia Seoul ở Bundang là một trong những bệnh viện lớn nhất ở Hàn Quốc.

## Từ nguyên
Cái tên Bundang (Bồn Đường) xuất phát từ thị trấn trung tâm cũ tại động Bundang. Tên "Bundang" là một cái tên đúc sẵn rất mới trong thời kì Nhật Bản chiếm đóng khu vực hành chính này năm 1914. Tuy nhiên, người ta phát hiện ra trong một cuộc điều tra được thực hiện trong lúc Bundang còn đang phát triển, rằng chữ "Đường" trong tên đã không tương ứng với loại chữ được người ta sử dụng từ nhiều thế kỉ trước. Ngay sau khi bán đảo Triều Tiên bị Đế quốc Nhật Bản thôn tính thì trên thực tế, chữ Hán phồn thể dùng để viết chữ Đường trong lí Dangwu đã bị biến đổi vì một lí do nào đó. Trong một cuộc cải tổ đất đai được tiến hành năm 1906, ngay sau khi Itō Hirobumi được bổ nhiệm làm Thống giám, chữ này đã bị đổi từ 堂 thành 唐. Chữ mới có nghĩa là triều đại nhà Đường của Trung Hoa (phát âm là dang 당, trong tiếng Hàn), mà vào năm 688, đã hỗ trợ vương quốc Tân La chinh phục hai vương quốc Triều Tiên khác là Bách Tế và Cao Câu Ly trong thời kì Tam Quốc. Cho dù đây là giai đoạn đầu tiên mà cả bán đảo được thống nhất, nó lại được tiến hành thông qua sự chinh phục quân sự, bởi một thế lực ngoại bang. (Đã có nhiều ý kiến khác nhau về lí do tại sao các nhà chức trách Nhật Bản lại đưa ra quyết định thay thế chữ nghĩa, không ai trong số đó có thể được chứng thực được bằng lịch sử). Do đó, chữ Đường hiện đang được sử dụng ở Bồn Đường ngày nay có nội hàm không tốt (xu hướng chống Nhật ở Hàn Quốc), và đã có cuộc tranh luận giữa những học giả và quan chức về việc liệu có nên trở lại chữ tiền thuộc địa là 堂 hay không.

## Lịch sử

### Trước năm 1989
Kể từ triều đại nhà Triều Tiên, vùng đất mà Bundang đang chiếm giữ là một phần của Gwangju (khi đó còn là một quận); Vào thời điểm đó, Seongnam chỉ có hai vùng Sujeong và Jungwon. Khu vực mà chủ yếu toàn là nông nghiệp này không hề giống như ngày nay, chỉ rải rác với hàng chục ngôi làng nhỏ. Trước đầu những năm 1990, Bundang là một vùng đất nông nghiệp rộng lớn với rất nhiều cánh đồng lúa.

### Sau năm 1989
Chính quyền địa phương thông báo vào ngày 27 tháng 4 năm 1989, rằng họ sẽ tiến hành xây dựng một thành phố tương lai và có ý thức về môi trường, với dân số 450.000 người. Mười sáu động ở xung quanh đều được hợp thành một thành phố duy nhất. Điều này sẽ bao gồm chín động từ diện Dolma: Bundang, Sunae, Seohyeon, Jeongja, Imae, Yatap, Dochon, Yeosu và Yul; ngoài sáu động từ diện Nakseng: Gumi, Baekhyun, Dongwon, Geumgok, Sampyeong và Gungnae; một động từ diện Daewong: Sasong(nay là động Pangyo). Bundang được lấy làm tên gọi phổ biến của khu mới này.
Đầu những năm 1990, khu vực Bundang đã trở thành cộng đồng quy hoạch, như một phản ứng để giảm bớt nhu cầu căn hộ quá mức ở khu vực giàu có, giống như ở Gangnam từ lâu đời. Tuy nhiên, trước thời kì mở rộng này thì hầu hết là đất nông nghiệp. Vẫn còn sót một vài trang trại ở khu vực Bundang, đặc biệt là ở khu vực Pangyo. Khi mà nhu cầu nhà ở vẫn tiếp tục leo thang, Bundang dự kiến sẽ còn tiếp tục mở rộng hơn nữa.
Địa điểm xây dựng chính nằm dọc theo dải dài 10 km của Đường cao tốc Gyeongbu, với kỳ vọng rằng những ngôi nhà chất lượng cao sẽ được xây dựng ở đó. Chính phủ đã giao trách nhiệm nặng nề trong việc thực hiện mọi kế hoạch xây dựng của họ cho công ty xây dựng Korea Land Corporation, một doanh nghiệp nhà nước đã từng thực hiện nhiều dự án xây dựng quy mô lớn khác trong nước. Trong suốt quá trình phát triển, đã xảy ra nhiều cuộc biểu tình của cư dân địa phương phản đối công tác xây dựng, kiến nghị và đòi hỏi các biện pháp đối phó với dự án tái phát triển. Mặc dù gặp vô vàn khó khăn, nhưng thông qua đối thoại và thỏa hiệp của cư dân địa phương, công trình xây dựng đã được hoàn thành với lượng sự cố tối thiểu. Việc xây dựng bắt đầu vào ngày 30 tháng 8 năm 1989 và hoàn thành vào ngày 31 tháng 12 năm 1996 với tổng chi phí là 4,16 nghìn tỷ won.

## Giáo dục
Bundang có 37 trường tiểu học, 25 trường sơ trung và 24 trường cao trung, ngoài ra còn có 1 trường đại học và 1 trường cao học.
Bundang cũng là nơi toạ lạc của Trường Quốc tế Hàn Quốc, nằm ở động Baekhyun với chương trình giảng dạy của Mỹ dành cho cộng đồng người Hàn Quốc thông thạo tiếng Anh và người nước ngoài. Ở ngoại ô Bundang có Trường Thế giới IB với chương trình nội trú cho học sinh nước ngoài, gọi là Trường Quốc tế Gyeonggi Suwon (GSIS). Với sự sung túc tương đối của ngôi trường, nhiều học viện ngôn ngữ tư nhân cũng được đặt tại Bundang.

## Kinh tế
Như đã đề cập ở trên, Bundang nổi tiếng là một trong những vùng giàu có nhất của tỉnh đạo Gyeonggi. Bundang là nơi sở hữu những ngân hàng quốc tế duy nhất trên địa bàn tỉnh đạo Gyeonggi là Citibank và HSBC. Sự hiện diện của họ góp phần củng cố thêm danh tiếng của Bundang, như một khu vực cao cấp. Tổng cộng có 174 công ty ở Bundang, tuyển dụng 29.783 nhân viên. Điều này cũng bao gồm cả một số tập đoàn rất đáng chú ý, gồm trụ sở công ty Viễn thông Hàn Quốc (Korea Telecom), được biết đến nhiều hơn với tên gọi KT, cổng internet hàng đầu Hàn Quốc Naver cũng như SK C&C, một công ty dịch vụ CNTT hàng đầu. Ngoài ra, hai doanh nghiệp nhà nước Korea Land Corporation và Korea Gas Corporation đều có trụ sở chính tại Bundang.
Sau này, doanh nghiệp Kogas đã chuyển đến Daegu, còn Korea Land Corporation chuyển đến thành phố đổi mới Jinju, như một phần trong kế hoạch phân quyền của chính phủ Hàn Quốc, cùng với việc gã khổng lồ Kepco chuyển đến Naju, phía nam Gwangju Metro.
Nowcom có trụ sở chính tại Bundang, cũng như Công ty TNHH Plantynet và công ty con A&G Modes.

## Văn hóa & du lịch
Nơi đây có một số di tích cổ, thắng cảnh và công trình đáng chú ý. Ngoài ra, còn có hai công viên đã được thành lập cho cư dân vui chơi là Công viên Trung tâm Bundang, phía đông của đoạn đường giữa ga Seohyeon và Sunae, có hồ nước, đài phun và một số ngôi nhà cổ kính. Công viên Yuldong, ở phía đông, có một công trình hồ chứa lớn hơn và sân nhảy bungee, cao 45 m.
Bundang cũng là nơi có Nhà thờ Thánh John, là một trong những công trình kiến trúc Công giáo La Mã lớn nhất trên lục địa Châu Á. Nhà thờ nằm ở phía đông Bundang. Công trình tôn giáo này sử dụng sự cân bằng của cả kiến trúc hiện đại lẫn phong cách gothic, và có cả bản sao của tác phẩm điêu khắc Đức Mẹ sầu bi; một trong ba bản sao duy nhất trên thế giới được Thành Vatican chính thức cho phép.
Cư dân có thể thưởng thức các buổi biểu diễn âm nhạc và sân khấu, cũng như triển lãm nghệ thuật tại Trung tâm Nghệ thuật Seongnam mới khai trương (tháng 10 năm 2005), nằm ở động Imae. Có bốn thư viện công cộng ở khu vực Bundang là Thư viện Trung tâm Seongnam ở động Yatap (cũng có hồ bơi cho dân địa phương), Trung tâm Văn hóa và Thông tin Bundang ở động Jeongja, Thư viện Gumi Thành phố Seongnam ở động Gumi và Thư viện cầu vồng ở động Gumi. Bảo tàng Tự nhiên Bundang nằm ở động Jeongja. Đối với động Yatap, không chỉ có thư viện mà còn có một bến xe buýt khổng lồ và một trung tâm mua sắm lớn.
Ngoài ra, ở động Jeong-Ja, còn có rất nhiều quán cà phê và tiệm bánh được gọi là "Phố Cafe".
Có một số khu vực giải trí về đêm, đáng chú ý nhất là các đường phố xung quanh ga Seohyeon, khu vực yên tĩnh hơn thì hướng về những nhà hàng xung quanh ga Sunae và ngã ba nằm dưới ga Migeum. Các khu vực giải trí về đêm của Bundang lành mạnh hơn nhiều so với khu vực còn lại của Seongnam (nổi tiếng với những nhà nghỉ và những địa điểm có thiên nhiên đáng ngờ, cũng như khu phố đèn đỏ ở động Joong).
Bệnh viện Đại học Quốc gia Seoul, Bệnh viện Bundang Cha và Bệnh viện Bundang Jesaeng cũng nằm ở Bundang.

## Giao thông
Ở Bundang, phương tiện giao thông công cộng phục vụ người dân rất tốt, với rất nhiều xe buýt và tàu điện ngầm. Tuyến Bundang kết nối với mạng lưới Tàu điện ngầm Seoul tại các ga Moran, Bokjeong, Suseo, Dogok và Seolleung. Gần đây, hệ thống đã được mở rộng về phía nam đến tận thành phố Yongin, và những phần mở rộng hơn nữa cho tuyến này đã được lên kế hoạch, dự định kéo dài về phía nam đến Giheung, trước khi quét về phía tây đến Suwon và cuối cùng là đến Incheon. Xe Limousine Sân bay, chạy đến cả sân bay quốc tế Gimpo và Incheon có một số điểm dừng ở Bundang, bao gồm ga Seohyeon, ga Sunae, ga Jeongja, ga Migeum, ga Ori, ga Imae và ga Yatap. Tuyến Shinbundang, kết nối với Tàu điện ngầm Seoul tại ga Gangnam, có một số ga, với một phần ba đang trong tiến độ xây dựng. Bundang cũng nằm gần đường cao tốc vành đai Seoul và đường cao tốc Gyeongbu.

### Xe buýt

#### Xe buýt trung chuyển đến Seoul

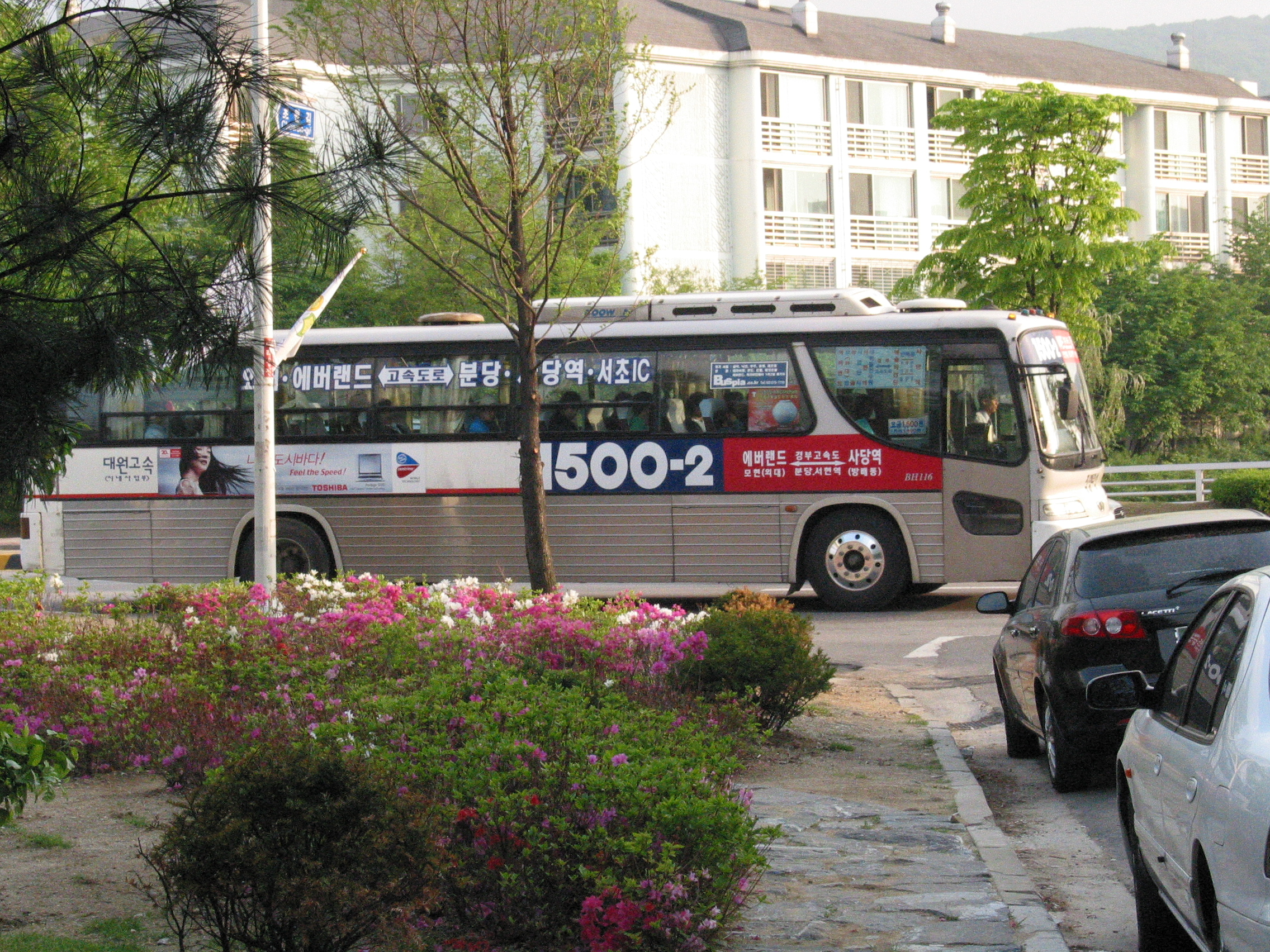
Xe buýt số 1500-2 gần Công viên Yuldong.

Xe buýt chuyển tuyến được gọi là Seoul Buses và có màu đỏ đặc trưng. Một số xe buýt do các công ty vận hành ở tỉnh đạo Gyeonggi có nhiều màu sắc khác nhau (như trong hình bên dưới). Những chiếc xe buýt này hết công suất trong giờ cao điểm.
Xe buýt đến Seoul được đánh số từ 9000 đến 9400, chạy phục vụ hầu hết các quận ở Seoul. Xe buýt 1150 và 5500-1 cũng đi qua Bundang, vào khu vực Trung tâm Seoul. Buýt 1005-1 đi đến Trung tâm Seoul, nhưng đi qua khu Gangnam ở phía Nam Seoul trước tiên. Buýt 9407, 9414 và 9607 đi đến khu vực ga Samsung, và buýt 1500-2 đi qua Bundang đến Bến xe buýt Nambu và ga Sadang. Những buýt mới đánh số từ 8100 là những tuyến đường trực tiếp hơn qua Bundang đến các khu vực của Seoul. Những xe này không dừng lại ở tất cả các trạm ở Bundang, chỉ có một số điểm dừng đón khách nhất định.

#### Xe buýt địa phương
Có rất nhiều xe buýt địa phương và xe buýt thôn làng, thường có màu xanh lá cây hoặc màu vàng. Một số thì sơn màu xanh lam. Chúng kết nối các khu vực nhỏ hơn với nhau, trong hoặc ngay bên ngoài Bundang.

#### Xe buýt liên thị
Bundang có bến xe buýt tốc hành ở động Yatap, nằm gần ga Yatap với một số tuyến xe buýt chạy khắp tỉnh đạo Gyeonggi, cũng như toàn bộ lãnh thổ Hàn Quốc. Ngoài ra còn có một dịch vụ xe buýt gọi là Airport Limousine, với dịch vụ trực tiếp đi đến cả Sân bay quốc tế Incheon và Sân bay quốc tế Gimpo.

### Tàu điện ngầm
Tuyến Bundang là tuyến tàu điện ngầm đi lại thuộc Korail (Công ty đường sắt Hàn Quốc). Lần đầu tiên tuyến được xây dựng cho những người đi làm ở Bundang, nơi có cái tên là 'Tuyến Bundang'. Nó phục vụ phía đông nam vùng Seoul và Seongnam. Ban đầu được khai trương vào tháng 9 năm 1994 giữa ga Suseo và ga Ori, rồi được kéo dài từ Suseo đến Seolleung vào tháng 9 năm 2003. Tuyến kéo dài 18,5 km từ Seolleung đến Ori, nhưng tính đến năm 2005, nó trải dài từ Seolleung đến Bojeong mà thôi.
Tuyến Shinbundang cho phép người dân Bundang đi đến ga Gangnam, Seoul chỉ trong 15 phút. Tuyến đi được khai trương vào tháng 10 năm 2011 và kết nối với Tuyến Bundang tại ga Jeongja. Ga Pangyo cũng có trên bản đồ tuyến và trở thành một trạm trung chuyển với Tuyến Yeoju (Jungbu Naeryuk).Ga Migeum sẽ khai trương cùng với Giai đoạn 2 của Shinbundang vào tháng 4 năm 2018. Tàu điện ngầm này vận hành tự động toàn phần.
Tuyến Gyeonggang là lối đi lại từ ga Pangyo đến Yeoju
Ở Bundang, taxi rất phổ biến. Taxi rất sẵn có ở những khu vực sầm uất như ga tàu điện ngầm. Có hai loại taxi: taxi "thông thường" (ilban; 일반) và taxi "mô hình" (mobeom; 모범), được sơn màu đen và có kích thước lớn, giá đắt hơn nhiều so với những loại taxi trước đây.

### Đường lộ

#### Phố xá
Các đường phố của Bundang được quy hoạch giống như một mạng lưới. Con đường chính là Seongnam Daero chạy qua ga Moran, ga Seohyeon, ga Sunae, ga Jeongja đến ga Ori.

#### Đường cao tốc
Bundang nằm ngay gần đường cao tốc vành đai Seoul, đường cao tốc Seoul-Yongin và đường cao tốc Gyeongbu. Ngoài ra, Bundang còn có hai xa lộ cao tốc nối với cầu Cheongdam trên sông Hán và khu Gangnam.

## Mua sắm
Các trung tâm mua sắm nổi bật bao gồm AK Plaza (trước đây là Samsung Plaza) toạ lạc tại ga Seohyeon, trung tâm Lotte Department Store tại ga Sunae, New Core, Home plus và Kim's Club tại ga Yatap, 2001 Outlet tại ga Migeum, Siêu thị Nonghyup Hanaro, Homeplus tại ga Ori và Bách hoá Hyundai ở ga Pangyo. Ngoài ra còn có các rạp chiếu phim lớn tại các ga Ori, Seohyeon và Yatap. Rạp chiếu phim CGV nằm bên trong Bách hóa Hyundai tại ga Pangyo có phòng chiếu phim dạng 4D.

## Hành chính
Bundang được chia thành 21 động (동):
- Baekhyeon-dong (백현동)
- Bundang-dong (분당동)
- Gumi-dong (구미동)
- Gumi 1-dong (구미1동) [Dongwon-dong: 동원동]
- Geumgok-dong (금곡동) [Gungnae-dong: 궁내동]
- Imae 1-dong (이매1동)
- Imae 2-dong (이매2동)
- Jeongja 1-dong (정자1동)
- Jeongja 2-dong (정자2동)
- Jeongja 3-dong (정자3동)
- Pangyo-dong (판교동)
- Sampyeong-dong (삼평동)
- Seohyeon 1-dong (서현1동) [Yuldong: 율동]
- Seohyeon 2-dong (서현2동)
- Sunae 1-dong (수내1동)
- Sunae 2-dong (수내2동)
- Sunae 3-dong (수내3동)
- Unjung-dong (운중동) [chia thành Unjung-dong, Hasanun-dong, Seogun-dong và Daejang-dong (하산운동, 석운동, 대장동)]
- Yatap 1-dong (야탑1동)
- Yatap 2-dong (야탑2동)
- Yatap 3-dong (야탑3동)

## Cư dân nổi bật
- Jang Ja-yeon (nữ diễn viên, 1982–2009)
- Lee Jee-young (VĐV golf chuyên nghiệp, sinh 1985)
- Lee Eun-ju (nữ diễn viên, 1980–2005)
- Lee Soo-young (ca sĩ, sinh 1979)
- Shin Min-a (nữ diễn viên, sinh 1984)
- Lee Yeon-hee (nữ diễn viên kiêm người mẫu, sinh 1988)
- Yoo In-na (nữ diễn viên, người mẫu và DJ, sinh 1982)
- Kim Si-hyeon (ca sĩ kiêm người dẫn chương trình, sinh 1999), trưởng nhóm nhạc nữ K-Pop Everglow
- Jeon Hee-jin (ca sĩ, sinh 2000), thành viên nhóm nhạc nữ K-Pop Loona
- Choi Yeon-jun (ca sĩ, sinh 1999), thành viên nhóm nhạc K-Pop TXT
- Hong Seong-jun (ca sĩ, sinh 1999), thành viên nhóm nhạc nam K-Pop BDC
- Yoo Jimin (ca sĩ, sinh 2000), trưởng nhóm nhạc nữ K-Pop Aespa
- Shin Ji-yoon (ca sĩ, sinh 2002), thành viên của nhóm nhạc nữ K-Pop Weeekly

## Ảnh

Bundang, Hàn QuốcBundang, Hàn Quốc
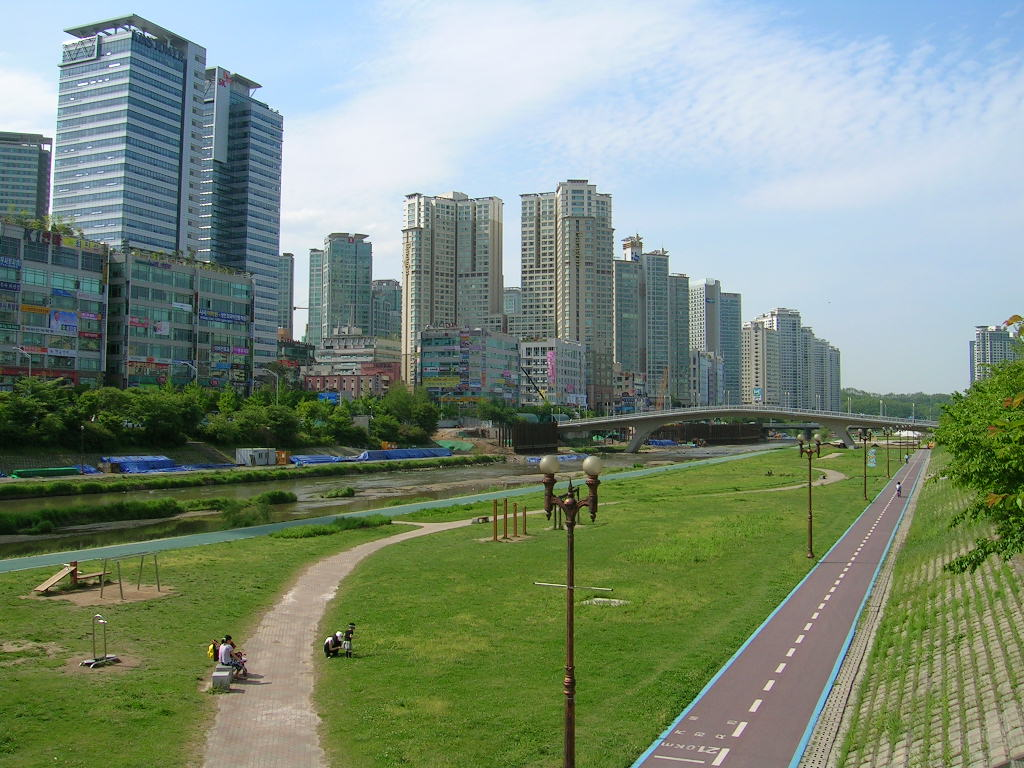
Bundang, Hàn Quốc
nhà hàng ở Bundangnhà hàng ở Bundang
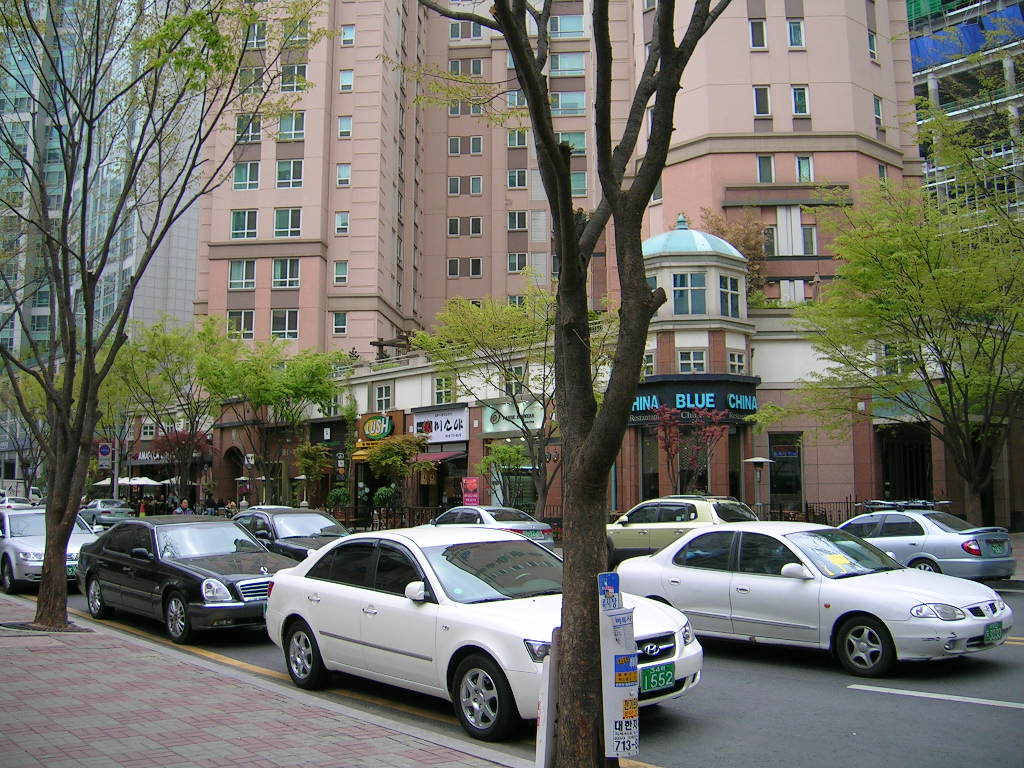
Bundang, Hàn Quốc
Kỳ nhông nuôi ở BundangKỳ nhông nuôi ở Bundang
Bundang, Hàn QuốcBundang, Hàn Quốc
Toà nhà chung cưToà nhà chung cư